# Jane Henschel
Jane Henschel (* 2. März 1952 in Los Angeles) ist eine amerikanische Opernsängerin (Alt).

## Leben
Jane Henschel begann bereits mit 16 Jahren an der University of Southern California Gesang zu studieren. Nachdem sie in Amerika als Konzertsängerin aufgetreten war, kam sie 1978 nach Deutschland, wo sie zunächst am Stadttheater Aachen engagiert war. 1981 wechselte sie an das Opernhaus in Wuppertal, 1983 an die Oper Dortmund. Ab 1987 war sie daneben regelmäßig in Düsseldorf-Duisburg zu hören (Deutsche Oper am Rhein). Ab 1988 begann sie auch international zu gastieren, so in Bordeaux, Zürich, Genf, Amsterdam, London, Paris, Mailand, Wien und bei den Salzburger Festspielen. In Deutschland war sie außerdem in Berlin, München und Stuttgart zu hören.

## Repertoire
Henschel hat sowohl dramatische Alt- als auch Mezzopartien mit großem Erfolg gesungen. Vor allem als Amme in Die Frau ohne Schatten von Richard Strauss machte sie sich international einen Namen. Außerdem sang sie Rollen wie Erda im Rheingold, Fricka in Die Walküre, Waltraute in Götterdämmerung, Ortrud in Lohengrin, Brangäne in Tristan und Isolde von Richard Wagner, Herodias in Salome und Klytämnestra in Elektra von Richard Strauss, Azucena in Il trovatore, Ulrica in Un ballo in maschera, Amneris in Aida von Giuseppe Verdi, Türkenbaba in The Rake’s Progress von Igor Strawinski und Kabanicha in Katja Kabanowa von Leoš Janáček.

## CD-Aufnahmen
- Albéniz: Henry Clifford (Decca)
- Albéniz: Merlin (Decca)
- Albéniz: Pepita Jiménez (Deutsche Grammophon)
- Berlioz: L’enfance du Christ (Glor Classics)
- Britten: The Turn of the Screw (Virgin Classics)
- Dukas: Ariane et Barbe-Bleue (Brilliant Classics)
- Humperdinck: Hänsel und Gretel (Chandos)
- Janáček: Katja Kabanowa (Orfeo)
- Janáček: Katja Kabanowa (Chandos)
- Krása: Verlobung im Traum (Decca)
- Mahler: Das Lied von der Erde (Naxos)
- Mahler: Symphonie No. 2 (Ram)
- Sondheim: Sweeney Todd (BR-Klassik)
- Strauss: Der Rosenkavalier (Decca)
- Strawinski: The Rake’s Progress (Decca)
- Verdi: Falstaff (LSO)
- Wagner: Der fliegende Holländer (RCO)
- Weill: The Ballad of Magna Carta (Capriccio)
- Weill: Die Dreigroschenoper (Capriccio)

## DVD-Aufnahmen
- Janáček: Katja Kabanowa (TDK)
- Strauss: Elektra (Opus Arte)
- Strauss: Der Rosenkavalier (Decca)
- Strawinski: The Rake’s Progress (Arthaus)
- Weill: Aufstieg und Fall der Stadt Mahagonny (Bel Air)